# Lestrimelitta
Lestrimelitta is een geslacht van vliesvleugelige insecten uit de familie bijen en hommels (Apidae)

## Soorten
- L. ciliata Marchi & Melo, 2006
- L. chamelensis Ayala, 1999
- L. danuncia Oliveira & Marchi, 2005
- L. ehrhardti (Friese, 1931)
- L. glaberrima Oliveira & Marchi, 2005
- L. glabrata Camargo & Moure, 1990
- L. guyanensis Roubik, 1980
- L. limao (Smith, 1863)
- L. maracaia Marchi & Melo, 2006
- L. monodonta Camargo & Moure, 1990
- L. mourei Oliveira & Marchi, 2005
- L. nana Melo, 2003
- L. niitkib Ayala, 1999
- L. rufa (Friese, 1903)
- L. rufipes (Friese, 1903)
- L. similis Marchi & Melo, 2006
- L. spinosa Marchi & Melo, 2006
- L. sulina Marchi & Melo, 2006
- L. tropica Marchi & Melo, 2006